# Bolivia op de Olympische Zomerspelen 1972
Bolivia nam deel aan de Olympische Zomerspelen 1972 in München, West-Duitsland. Net als tijdens de drie eerdere deelnames werd geen medaille gewonnen.

## Deelnemers en resultaten

### Atletiek
| Olympiër        | Onderdeel       | Resultaat | Prestatie                           |
| --------------- | --------------- | --------- | ----------------------------------- |
| Lionel Caero    | 100m (m)        | 82e       | serie 8: 7e in 11,19                |
| Crispin Quispe  | 10000m (m)      | 82e       | serie 1: 15e in 32.31,8             |
| Ricardo Condori | marathon (m)    | 58e       | 2:56.11                             |
| Crispín Quispe  | marathon (m)    | 61e       | 3:07.22                             |
| Juvenal Rocha   | marathon (m)    | DNF       | niet gefinisht                      |
| Lionel Caero    | verspringen (m) | 34e       | kwalificatie groep A: 19e met 6,77m |

### Paardensport
| Olympiër              | Onderdeel      | Resultaat      | Prestatie                        |
| Springconcours        | Springconcours | Springconcours | Springconcours                   |
| --------------------- | -------------- | -------------- | -------------------------------- |
| Roberto Nielsen-Reyes | individueel    | 22e            | 1e ronde: 22e met 12 strafpunten |

### Schietsport
| Olympiër           | Onderdeel          | Resultaat | Prestatie                             |
| ------------------ | ------------------ | --------- | ------------------------------------- |
| Eduardo Arroyo     | 50m geweer liggend | 94e       | 575 punten: (96-99-94-97-93-96)       |
| Fernando Inchauste | 50m geweer liggend | 86e       | 580 punten: (97-97-98-94-96-98)       |
| Jaime Sánchez      | 50m pistool        | 53e       | 514 punten: (84-91-89-88-79-83)       |
| Carlos Asbun       | skeet              | 59e       | 162 punten: (16-22-22-20-21-19-23-19) |
| Armando Salvietti  | skeet              | 60e       | 161 punten: (18-22-20-21-20-22-17-21) |
| Ricardo Roberts    | trap               | 54e       | 156 punten: (19-19-19-20-19-19-21-20) |
| Armando Salvietti  | trap               | 36e       | 179 punten: (24-23-22-22-25-22-20-21) |

Afghanistan · Albanië · Algerije · Amerikaanse Maagdeneilanden · Argentinië · Australië · Bahama's · Barbados · België · Bermuda · Birma · Bolivia · Bondsrepubliek Duitsland · Brazilië · Brits-Honduras · Bulgarije · Canada · Ceylon · Chili · Colombia · Congo-Brazzaville · Costa Rica · Cuba · Dahomey · Denemarken · Dominicaanse Republiek · Duitse Democratische Republiek · Ecuador · Egypte · El Salvador · Ethiopië · Fiji · Filipijnen · Finland · Frankrijk · Gabon · Ghana · Griekenland · Groot-Brittannië · Guatemala · Guyana · Haïti · Hongarije · Hongkong · Ierland · IJsland · India · Indonesië · Iran · Israël · Italië · Ivoorkust · Jamaica · Japan · Joegoslavië · Kameroen · Kenia · Khmerrepubliek · Koeweit · Lesotho · Libanon · Liberia · Liechtenstein · Luxemburg · Madagaskar · Malawi · Maleisië · Mali · Malta · Marokko · Mexico · Monaco · Mongolië · Nederland · Nederlandse Antillen · Nepal · Nicaragua · Nieuw-Zeeland · Niger · Nigeria · Noord-Korea · Noorwegen · Oeganda · Oostenrijk · Opper-Volta · Pakistan · Panama · Paraguay · Peru · Polen · Portugal · Puerto Rico · Roemenië · San Marino · Saoedi-Arabië · Senegal · Singapore · Soedan · Somalië · Sovjet-Unie · Spanje · Suriname · Swaziland · Syrië · Taiwan · Tanzania · Thailand · Togo · Trinidad en Tobago · Tsjaad · Tsjecho-Slowakije · Tunesië · Turkije · Uruguay · Venezuela · Verenigde Staten · Vietnam · Zambia · Zuid-Korea · Zweden · Zwitserland